# Poecilopsis proxima
Poecilopsis proxima är en fjärilsart som beskrevs av Harrison. Poecilopsis proxima ingår i släktet Poecilopsis och familjen mätare. Inga underarter finns listade i Catalogue of Life.